# Georgi Dimitrov
Geórgi Mikhaïlov Dimitrov (em búlgaro, Георги Михайлов Димитров) (Kovachevtsi, 18 de junho de 1882 - 2 de julho de 1949) foi um estadista búlgaro, secretário-geral da Internacional Comunista entre 1934 e 1943 e dirigente da Bulgária entre 1948 e 1949.

## Biografia
Nascido no oeste da Bulgária, Dimitrov trabalhou como impressor e sindicalista durante sua juventude. Ele foi eleito para o parlamento búlgaro como socialista durante a Primeira Guerra Mundial e fez campanha contra o envolvimento do país, o que o levou a uma breve prisão por sedição . Em 1919, ele ajudou a fundar o Partido Comunista da Bulgária e, dois anos depois, mudou-se para a União Soviética e foi eleito para o comitê executivo da Profintern. Em 1923, Dimitrov liderou um levante comunista fracassado contra o governo de Aleksandar Tsankov e posteriormente foi forçado ao exílio. Ele viveu na União Soviética até 1929, quando se mudou para a Alemanha e se tornou chefe das operações do Comintern na Europa central.
Dimitrov ganhou destaque internacional após o julgamento do incêndio do Reichstag. Acusado de planejar o incêndio criminoso, ele recusou o advogado e montou uma defesa eloquente contra seus acusadores nazistas, em particular Hermann Göring, obtendo a absolvição. Após o julgamento, ele se mudou para Moscou e foi eleito chefe do Comintern.
Em 1946, Dimitrov retornou à Bulgária após 22 anos no exílio e foi eleito primeiro-ministro da recém-fundada República Popular da Bulgária. Ele negociou com Josip Broz Tito a criação de uma federação de eslavos do sul, o que levou ao acordo de Bled em 1947. O plano acabou desmoronando devido a diferenças em relação ao futuro do país, bem como à questão macedônia , e foi completamente abandonado após as consequências entre Stalin e Tito. Dimitrov morreu após uma curta doença em 1949 em Barvikha perto de Moscou. Seu corpo embalsamado foi alojado no Mausoléu Georgi Dimitrov em Sofiaaté sua remoção em 1990; o mausoléu foi demolido em 1999.